# Stanislav Dvorský
Stanislav Dvorský (14. července 1940 Praha – 21. února 2020 Praha) byl básník a teoretik žijící v Praze.

## Život
Studoval na strojní fakultě ČVUT, řadu let byl zaměstnán jako technický redaktor. V době studií založil s K. Kreisingerem Traditional Jazz Studio, kde několik let působil jako pianista. V pozdějších letech se věnoval grafické úpravě časopisu Tvar.
Určující setkání: se spolužákem ze střední školy Jiřím Zapletalem († 1958), s Petrem Králem, s Vratislavem Effenbergerem (1959), s Jaroslavem Hrstkou (1960) a s Milanem Nápravníkem (1962). Účastnil se skupinové aktivity surrealistického okruhu UDS v 60. letech 20. století.
Kromě básnické tvorby se věnoval teoretickým textům. V letech 1960–62 se zúčastnil pracovních alb Objekt 4–5, později tří magnetofonových antologií (Antologie 1962, Fragmenty 1963 a 1964). V r. 1965 spoluredigoval anketu Poloha klacku. Přednášku Obraz a sdělení proslovil na večeru v Klubu výtvarných umělců Mánes (1964), publikoval v časopisu Orientace (3/1967). Podílel se na skupinové výstavě Symboly obludností v galerii Portheimka v roce 1966 a na výstavě Surrealistická východiska v letohrádku Hvězda v roce 2011.  
V roce 2007 získal cenu Magnesia Litera za poezii, a to za knihu Oblast ticha. Časopis A2 zařadil tuto knihu do českého literárního kánonu po roce 1989, tedy do výběru nejdůležitějších českých knih v období třiceti let od sametové revoluce.

## Publikace
- 1967 Revue Orientace č.3
- 1969 Surrealistické východisko, ČS spisovatel
- 1996 Zborcené plochy, Torst
- 2006 Hra na ohradu, Torst
- 2006 Oblast ticha, Knihovna Jana Drdy
- 2016 Nevědomí a básnický objev, Malvern
- 2018 Amalgamy (s M. Síkorou a P. Turnovským), Trigon